# HMS Västerås (T135/R135)
HMS Västerås (T135/R135) byggdes på Karlskronavarvet under våren 1974 och togs i bruk den 25 oktober samma år. Det finns elva systerfartyg i samma klass och dessa utgör den största investering som svenska marinen någonsin gjort på ett enskilt marint vapensystem. 1981 försågs samtliga fartyg i klassen med moderna svenskutvecklade robotsystem och nya elektroniska vapenstyrsystem. 1985 installerades Robot 15 på båtarna och i samband med detta omklassades de från torpedbåt till robotbåt. Robot 15 var försedd med aktiv radarmålsökare och hade en räckvidd på omkring 80 km (Enligt öppna källor). 
Robotbåtarna betraktas som mycket lyckade. Få andra marina vapensystem har haft en så kraftig bestyckning med ett så litet deplacement, cirka 240 ton, även om åtminstone norska Hauk-klassen kan anses ha varit om inte ännu tyngre bestyckade (visserligen med färre och lättare sjömålsrobotar beväpning, men med ett luftvärnsrobotsystem) med ett väsentligen lägre deplacement, cirka 160 ton. 
Med tre stycken Rolls-Royce Proteus gasturbiner på sammanlagt 12 750 hk uppnåddes mer än 40 knop. Dock var driften av gasturbinerna inte helt problemfri och ofta var inte alla tre turbiner ombord på ett fartyg funktionsdugliga samtidigt vilket innebar att maxfarten i praktiken ofta var lägre.